# Olle Holmquist
Olle Holmquist (nacido como Bert Olav Holmquist; Skellefteå, Suecia, 15 de noviembre de 1936-26 de marzo de 2020) fue un trombonista sueco que estuvo activo en la escena musical europea desde la década de 1960.

## Carrera musical
Músico completamente autodidacta, primero tomó la tuba, cambió a trombón de pistones y luego a trombón. Cuando inició como músico independiente, logró conseguir un trabajo con la gran banda de radio sueca en 1963, pero continuó como independiente durante la década de 1960. Durante este período, a menudo trabajó con Björn Ulvaeus y Benny Andersson, que luego fueron miembros de ABBA. 
También trabajó regularmente con el músico estadounidense Quincy Jones. En 1971, Holmquist se unió a la gran banda de Radio y Televisión Suiza, y en 1976, se mudó a Berlín como miembro de la gran banda de RIAS (Radiodifusión en el sector americano). En 1978, se convirtió en miembro de la James Last Orchestra, cargo que ocupó hasta su gira final en 2015. A lo largo de los años, también ha realizado giras y grabaciones con muchos otros actos, como Kai Warner, Freddy Quinn, Jerry Lewis, Manhattan Transfer y Lill Lindfors.

## Muerte
Murió a los ochenta y tres años el 26 de marzo de 2020, a consecuencia de la enfermedad COVID-19 y la enfermedad de Alzheimer.